# 200 Dinamena
200 Dinamena (mednarodno ime 200 Dynamene) je velik in zelo temen asteroid tipa C v glavnem asteroidnem pasu. 

## Odkritje
Asteroid je odkril nemško-ameriški astronom Christian Heinrich Friedrich Peters (1813 – 1890) 27. julija 1879 . Imenuje se po Dinameni, nereidi iz grške mitologije.

## Lastnosti
Asteroid Dinamena obkroži Sonce v 4,53 letih. Njegova tirnica ima izsrednost 0,134, nagnjena pa je za 6,902° proti ekliptiki. Njegov premer je 128,36 km, okoli svoje osi se zavrti v 19 h. 
Asteroid je izredno temen. Verjetno ima podobno zgradbo kot meteoriti, ki jih prištevamo med oglikove hondrite.